# Chiến binh trẻ em tại Cộng hòa Dân chủ Congo
Trong quá trình chiến tranh đầu tiên và các cuộc xung đột dân sự thứ hai diễn ra tại nước Cộng hòa Dân chủ Congo (DRC), tất cả các bên tham gia vào chiến tranh tích cực tuyển dụng hoặc nhập ngũ binh lính trẻ em, được biết tại địa phương như Kadogos mà là một tiếng Swahili hạn có nghĩa là "những đứa nhỏ". Người ta ước tính rằng lực lượng dân quân do Thomas Lubanga Dyilo lãnh đạo có 30% trẻ em. Năm 2011, ước tính 30.000 trẻ em vẫn đang hoạt động với các nhóm vũ trang. Phái bộ Ổn định Tổ chức Liên Hợp Quốc tại Cộng hòa Dân chủ Congo (MONUSCO), đã công bố một báo cáo vào năm 2013, trong đó kể từ ngày 1 tháng 1 năm 2012 đến ngày 31 tháng 8 năm 2013, có tới 1.000 trẻ em đã được tuyển dụng bởi các nhóm vũ trang và mô tả tuyển mộ binh sĩ trẻ em là "bệnh dịch".
Cựu tổng thống Laurent Kabila đã sử dụng trẻ em trong cuộc xung đột từ năm 1996 trở đi và ước tính có tới 10.000 trẻ em, một số chỉ mới bảy tuổi, phục vụ dưới quyền ông.
Tòa án Hình sự Quốc tế (ICC), trong các phiên tòa đầu tiên về các vi phạm nhân quyền ở DRC, đã dẫn đến bản cáo trạng đầu tiên, các phiên tòa đầu tiên và các bản án đầu tiên, trong luật pháp quốc gia về việc sử dụng trẻ em trong chiến đấu.

## Sách tham khảo
- Bochenek, Michael (ngày 14 tháng 3 năm 2012). "Landmark ICC verdict over use of child soldiers". Amnesty International. Bản gốc lưu trữ ngày 3 tháng 1 năm 2015. Truy cập ngày 7 tháng 4 năm 2014.{{Chú thích báo}}:  Quản lý CS1: ref trùng mặc định (liên kết)
- Bouchet-Saulnier, Françoise (2013). The Practical Guide to Humanitarian Law . Rowman & Littlefield. ISBN 978-1442221123.
- Chikuhwa, Tonderai W. (2009). "The Evolution of the United Nations` Protection Agenda for Children". Trong Scott Gates; Simon Reich (biên tập). Child Soldiers in the Age of Fractured States. University of Pittsburgh Press. tr. 37–54. ISBN 978-0822960294.
- Drumbl, Mark A. (2012). Reimagining Child Soldiers in International Law and Policy. Oxford University Press. ISBN 978-0199592654.
- Esack, Farid (2012). "Islam, children, and modernity A Qur`anic perspective". Trong Marcia J. Bunge (biên tập). Children, Adults, and Shared Responsibilities: Jewish, Christian and Muslim Perspectives. Cambridge University Press. tr. 99–118. ISBN 978-1107011144.
- Feinstein, Lee; Lindberg, Tod (2009). Means to an End: U.S. Interest in the International Criminal Court. Brookings Institution Press. ISBN 978-0815703259.
- Grover, Sonja C. (2012). Humanity S Children: ICC Jurisprudence and the Failure to Address the Genocidal Forcible Transfer of Children (ấn bản thứ 2013). Springer. ISBN 978-3642325007.
- "DR Congo warlord Germain Katanga found guilty at ICC". BBC. ngày 7 tháng 3 năm 2014. Truy cập ngày 8 tháng 4 năm 2014.
- "Child recruitment remains 'endemic' in DR Congo, UN says in new report". United Nations. ngày 24 tháng 10 năm 2013. Truy cập ngày 5 tháng 4 năm 2014.
- Novogrodsky, Noah Benjaman (2013). "After the Horror: Child Soldiers and the Special Court for Sierra Leone". Trong Charles Chernor Jalloh (biên tập). The Sierra Leone Special Court and its Legacy: The Impact for Africa and International Criminal Law. Cambridge University Press. tr. 361–372. ISBN 978-1107029149.
- Rakisits, Claude (2008). "Child Soldiers in the East of the Democratic Republic of the Congo". Refugee Survey Quarterly. Quyển 27 số 4. tr. 108–122. doi:10.1093/rsq/hdn054. Truy cập ngày 5 tháng 4 năm 2014.
- Rosen, David M. (2012). Child Soldiers: A Reference Handbook. ABC-CLIO. ISBN 978-1598845266.
- Singer, Peter Warren (2006). Children at War. University of California Press. ISBN 978-0520248762.
- Soderlund, Walter C.; Briggs, E. Donald; Najem, Tom Pierre; Roberts, Blake C. (2012). Africa's Deadliest Conflict: Media Coverage of the Humanitarian Disaster in the Congo & the United Nations Response, 1997-2008. Wilfrid Laurier University Press. ISBN 978-1554588350.
- Wessells, Michael G. (2007). Child Soldiers: From Violence to Protection. Harvard University Press. ISBN 978-0674023598.
- Whiteman, Shelly L. (2012). "Child Combatants and Peace Processes Challenges of Inclusion and Exclusion". Trong Rosemary Sheehan; Helen Rhoades; Nicky Stanley (biên tập). Vulnerable Children and the Law: International Evidence for Improving Child Welfare, Child Protection and Children's Rights. Jessica Kingsley Publishers. tr. 75–124. ISBN 978-1849058681.